# Емелин, Алексей Вячеславович
Алексей Вячеславович Еме́лин (род. 25 апреля 1986, Тольятти, Куйбышевская область) — российский хоккеист, защитник. Чемпион мира 2012 года. Заслуженный мастер спорта России (2012).

## Карьера

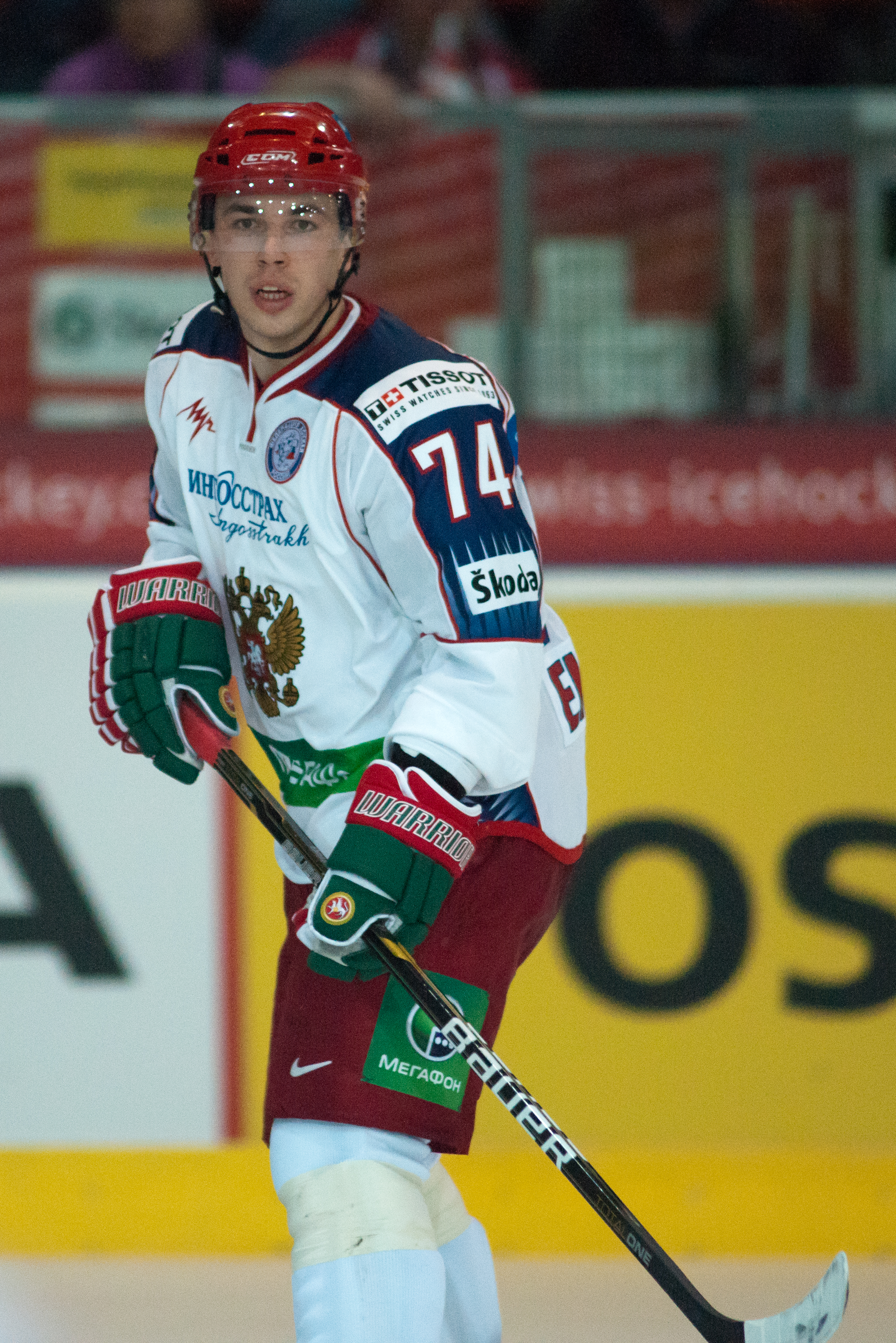
Емелин в составе сборной России в 2011 году

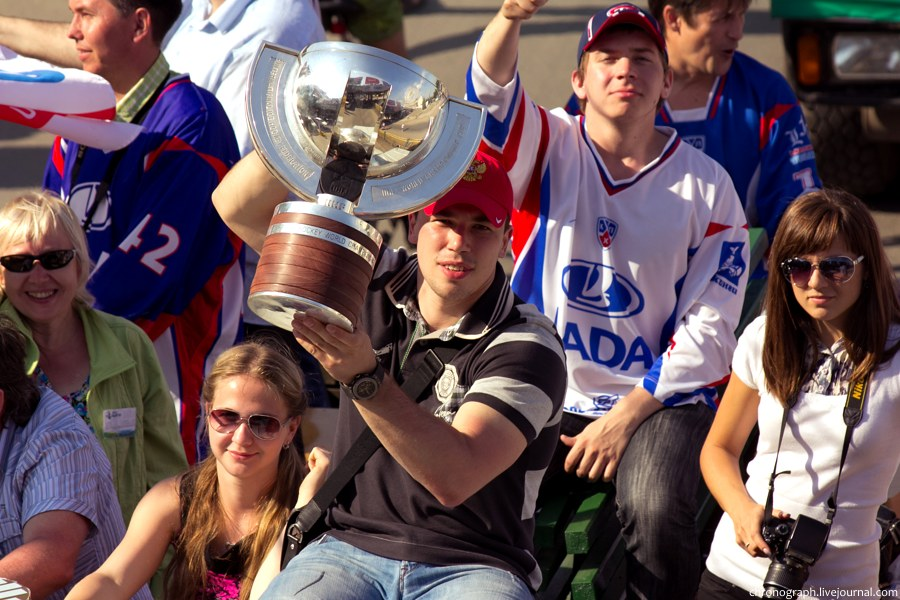
Емелин с кубком чемпионов мира

Родился и начинал играть в хоккей в городе Тольятти. В семнадцать лет Емелин попал в состав самарского ЦСК ВВС, который выступал в высшей лиге. Когда ему исполнилось восемнадцать лет, хоккеист дебютировал в основном составе тольяттинской «Лады». За три сезона, отыгранные за «Ладу», провёл 110 матчей в Суперлиге, набрав 21 очко. Он выделялся агрессивным стилем игры и за эти три сезона набрал почти 300 минут штрафа. В 2004 году привлекался в юниорскую сборную России, в составе которой выиграл золото чемпионата мира среди юниоров. В том же году на драфте НХЛ Емелина выбрал «Монреаль Канадиенс» под общим 84-м номером.
В 2006 году Емелин получил пятиматчевую дисквалификацию за нанесение тяжёлой травмы капитану магнитогорского «Металлурга» Евгению Варламову. Варламов, бросив шайбу после остановки игры, случайно попал в Емелина. Подъехав, чтобы извиниться, Варламов получил от него удар в переносицу. Против Емелина хотели возбудить уголовное дело, но всё закончилось дисквалификацией.
В 2006 году дебютировал в составе сборной России на шведском этапе Еврохоккейтура. В составе сборной принимал участие в чемпионатах мира 2007, 2010, 2011, 2012 годов, а также в зимней Олимпиаде в Сочи.
В 2007 году Емелин перешёл в казанский «Ак Барс», за который выступал следующие четыре сезона в Суперлиге и КХЛ, став в его составе двукратным обладателем Кубка Гагарина. 14 марта 2009 года в третьем матче серии против омского «Авангарда» Емелин подрался с Александром Свитовым. В результате пропущенных ударов получил оскольчатый перелом лицевой кости, а орбитальную кость пришлось укрепить четырьмя титановыми пластинами. После этого случая хоккеист после своих жестких силовых приемов вынужден избегать драк.
В 2011 году подписал двухлетний контракт на $4 млн с клубом НХЛ «Монреаль Канадиенс», которым был задрафтован. Во время локаута в НХЛ в сезоне 2012/13 выступал в составе «Ак Барса». 31 октября 2013 года подписал с «Канадиенс» новый четырёхлетний контракт до конца сезона 2017/18 на сумму $16,4 млн.
В 2017 году на драфте расширения был выбран новым клубом НХЛ «Вегас Голден Найтс». Однако спустя неделю был обменян в состав финалиста Кубка Стэнли 2017 «Нэшвилл Предаторз» на выбор в 3-м раунде драфта. В «Нэшвилле» первую часть сезона 2017/18 играл во второй паре защитников вместе с Пи-Кеем Суббаном, выходя на лед в равных составах и меньшинстве, но после выздоровления Райана Эллиса переместился в 3-ю пару, практически потеряв игровое время в неравных составах. Первую шайбу за «хищников» забросил 23 декабря кистевым броском в матче против «Даллас Старз».
Перед сезоном 2018/19 вернулся в КХЛ, подписав трёхлетний контракт с «Авангардом». Дебютировал в новом клубе 10 сентября 2018 года в матче против «Нефтехимика» (4:2). Первое очко набрал уже во второй игре против «Ак Барса», отметившись результативной передачей, а «Авангард» победил по буллитам. В сезоне 2020/21 стал обладателем Кубка Гагарина. 30 апреля 2022 года покинул клуб.
26 июля 2022 года подписал годичный контракт с минским «Динамо». 19 декабря 2022 года расторг контракт с клубом. 19 декабря 2022 года перешёл в московский «Спартак», заключив контракт до конца сезона 2022/23. По окончании сезона покинул клуб. В сезоне 2022/23 Емелин провёл 59 матчей, сделав 12 результативных передач.

## Достижения
- Чемпион мира 2012 года.
- Серебряный призёр чемпионата мира 2010 года.
- Двукратный бронзовый призёр чемпионата мира в 2007 и 2016 гг.
- Трёхкратный обладатель Кубка Гагарина (2008/09 и 2009/10) в составе «Ак Барса» и (2020/21) в составе «Авангарда»
- Обладатель Континентального кубка в составе «Лады» (2006) и «Ак Барса» (2008)
- Серебряный призёр чемпионата России (2004/2005) в составе «Лады»
- Двукратный серебряный призёр чемпионатов мира среди молодёжи в 2005 и 2006 гг.
- Чемпион мира среди юниоров в 2004 г.

## Личная жизнь
Первая жена — Валентина, дочь хоккеиста «Лады» Олега Волкова. Три дочери — Леся (род. 16 мая 2007), занималась в Канаде фигурным катанием; Мила (род. 22 февраля); Елизавета (род. 22 декабря 2016).
В октябре 2020 года Валентина Емелина заявила, что в августе 2019 года Алексей ей изменил, и в феврале 2020 года они развелись после 18 лет совместной жизни.
В марте 2022 года было объявлено, что у Емелина и его второй жены Евгении родилась дочь Николь.

## Статистика
| Легенда | Легенда                    | Легенда | Легенда                   | Легенда | Легенда    |
| ------- | -------------------------- | ------- | ------------------------- | ------- | ---------- |
| И       | Количество проведённых игр | Штр     | Штрафное время            | +/−     | Плюс-минус |
| Г       | Голы                       | П       | Голевые передачи          | О       | Очки       |
| -       | Статистика неизвестна      | —       | Статистика не учитывалась |         |            |